# IC 2983
IC 2983 је ознака објекта на координатама са ректансцензијом 11h 58m 16,0s и деклинацијом - 2° 6" 36'. Открио га је Гијом Бигурдан, 30. марта 1892. Каснијим посматрањима на том положају није уочен никакав астрономски објекат.